# Cheiracanthium joculare
Cheiracanthium joculare là một loài nhện trong họ Miturgidae.
Loài này thuộc chi Cheiracanthium. Cheiracanthium joculare được Eugène Simon miêu tả năm 1910.